# Roger de La Fresnaye
Roger de La Fresnaye (Le Mans, 11 de julho de 1885 - Grasse, 27 de novembro de 1925) foi um pintor cubista francês.

## Biografia
Roger de La Fresnaye nasceu no dia 11 de julho de 1885 em Le Mans. Estudou do ano de 1903 até 1904 na Academia Julian em Paris e de 1904 até 1908 na Escola das Belas-Artes. No ano de 1908 passou a se aperfeiçoar na Academia Ranson onde aprendeu técnicas para poder iniciar sua carreira de pintor. O pintor passou a fazer parte do grupo Secção d’Or onde teve contato com grandes pintores e nele permaneceu do ano de 1912 até 1914.
Quando começou a pintar logo demonstrou toques cubistas estilo que seguiu até o fim de sua vida. Suas pinturas possuem um toque decorativo e as cores utilizadas são bem prismáticas. Sua pintura mais famosa foi feita no ano de 1913 e se chamou “A Conquista de Ar”. Morreu no dia 27 de novembro de 1925 em Grasse.